# Кривава змова
Кривава змова (англ. Bloodmatch) — американський бойовик 1991 року.

## Сюжет
Брік Бардо шукає винного у смерті свого брата на рингу. Йому вдається розшукати чотирьох колишніх бійців, які були залучені в скандал і мали достатній мотив бажати смерті його братові. Він планує битися з ними до смерті.

## У ролях
- Том Метьюз — Брік Бардо
- Хоуп Марі Карлтон — Конні Анжел
- Маріанн Тейлор — Макс Мандюк
- Бенні Уркідез — Біллі Муньос
- Дейл Джейкобі — Брент Колдуелл
- Сандервульф — Майк Джонсон
- Джейсон Брукс — Стів Бускомо
- Гектор Пена — Сем Гітті
- Пітер Каннінгем — Дуейн Райан
- Патрік Аутлоу — Вокер Стівенс
- Вінсент Клін — Карл Куба
- Мішель Кіссі — Деві О'Браєн
- Крістіан Ендрюс — Джек Келлі